# Cristatogobius rubripectoralis
Cristatogobius rubripectoralis är en fiskart som beskrevs av Akihito, Meguro och Katsuichi Sakamoto 2003. Cristatogobius rubripectoralis ingår i släktet Cristatogobius och familjen smörbultsfiskar. Inga underarter finns listade i Catalogue of Life.